# دستگاه کاغذسازی

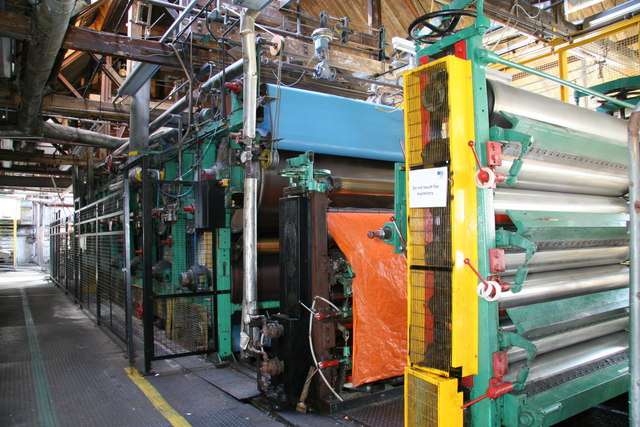
یک ماشین کاغذسازی Fourdrinier

ماشین کاغذسازی یا دستگاه کاغذسازی یک ماشین صنعتی است که در صنعت کاغذ و خمیرکاغذ برای تولید مقادیر بسیار کاغذ با سرعت بسیار به‌کار گرفته می‌شود. ماشین‌آلات مدرن ساخت کاغذ بر اساس اصول ماشین Fourdrinier ساخته شده‌اند، که از یک توری بافته شده متحرک برای ایجاد یک رشته کاغذی پیوسته با فیلتر کردن الیاف نگه داشته شده در یک محفظه کاغذ و تولید یک فیبر مرطوب درحال حرکت استفاده می‌کند. این رشته در دستگاه خشک می‌شود تا یک رشته کاغذ محکم را ایجاد کند.

تصویری که بخش‌های دستگاه Fourdrinier را نشان می‌دهد